# Усовское сельское поселение (Кировская область)
Усовское сельское поселение — муниципальное образование в составе Оричевского района Кировской области России.
Столица — деревня Усовы.

## История
Усовское сельское поселение образовано 1 января 2006 года согласно Закону Кировской области от 07.12.2004 № 284-ЗО.

## Население
| 2010 | 2012 | 2013 | 2014 | 2015 | 2016 | 2017 |
| ---- | ---- | ---- | ---- | ---- | ---- | ---- |
| 325  | ↘300 | ↗315 | ↘303 | ↘291 | ↘279 | ↘270 |
| 2018 | 2019 | 2020 | 2021 |      |      |      |
| ↘255 | →255 | ↘247 | ↘230 |      |      |      |

## Состав сельского поселения
В состав сельского поселения входят 3 населённых пункта:
| № | Населённый пункт | Тип населённого пункта          | Население |
| - | ---------------- | ------------------------------- | --------- |
| 1 | Жирухины         | деревня                         | 2         |
| 2 | Крутец           | деревня                         | 3         |
| 3 | Усовы            | деревня, административный центр | 320       |